# Bhuiyes
Bhuiyes o Buinhars (singular Bhuiya o Bhuinhar) són una tribu aborigen de l'Índia, que el 1901 s'estimava que eren més de sis-cents mil, vivint principalment a l'altipla de Chota Nagpur (a Jharkhand), al districte de Santal Parganas (on eren uns 120.000). El nom correspon tanmateix a una casta hindú. Al començament del segle XX foren desplaçats pels hos al districte de Singhbhum, pels mundes i oraons al districte de Ranchi i pels bhumijs al districte de Manbhum, però al districte de Hazaribagh es mantenien ferms. Al sud de Bihar eren anomenats despectivament musahars (singular mutahar = que menja de rates). La seva deïtat principal i ancestre és Rikhmun o Rikhiasan.